# 상경중학교
상경중학교(上慶中學校)는 대한민국 서울특별시 노원구 상계동에 있는 공립 중학교이다.

## 학교 연혁
- 1988년 12월 24일 : 상경중학교 설립 인가
- 1989년 1월 1일 : 소봉암 초대 교장 학교개설 업무 취급 발령
- 1989년 3월 1일 : 초대 소봉암 교장 취임
- 1989년 3월 3일 : 제1회 입학식 10학급 640명 배정(남 5학급, 여 5학급)
- 1989년 4월 27일 : 개교식
- 1992년 2월 13일 : 제1회 졸업식(641명)
- 2002년 11월 1일 : 상경 송란체육관 개관
- 2023년 1월 4일 : 제32회 졸업식 졸업생(총 졸업생 13,196명)
- 2023년 3월 1일 : 제13대 전성환 교장 취임
- 2023년 3월 2일 : 제35회 입학식(157명)

## 참고 자료
- 상경중학교 - 한국교육학술정보원 학교알리미